# Tiepina
En química orgánica, la tiepina es un compuesto heterocíclico insaturado de siete miembros, con seis átomos de carbono y un átomo de azufre y tiene un sistema de ocho electrones π. El compuesto original, C6H6S, es inestable y se predice que es antiaromático. Se han aislado derivados voluminosos y se ha demostrado mediante cristalografía de rayos X que tienen un anillo C6S no planar.
El anillo no es plano, sino que existe en una conformación de barco. Las tiepinas son compuestos inestables que tienden a liberar azufre para formar derivados del benceno. Estudios computacionales sugieren que en este proceso se forma un intermedio del biciclo tianorcaradieno, a partir del cual finalmente se forma un derivado de benceno mediante la eliminación de azufre. La fuerza impulsora de esta reacción es la formación de un sistema aromático.
En el complejo con (η4-C6H6S)Fe(CO)3, el anillo es estable.
Las tiepinas pueden estabilizarse mediante sustituyentes que impiden la formación del anillo de tianorcaradieno planar. Entre ellos se incluyen, por ejemplo, radicales alquilo estéricamente exigentes, como los radicales terc-butilo. Los sustituyentes en los átomos de carbono C3 y C6 también tienen un efecto estabilizador. Sin embargo, si dos sustituyentes están ubicados en las posiciones C4 y C5, generalmente tienen un efecto desestabilizador. La razón de esto es que estos sustituyentes se obstaculizan entre sí más en el anillo de siete miembros que en el anillo de seis miembros. La descomposición en el derivado del benceno provoca por tanto relajación.
Las benzotiepinas tienen un grupo benceno fusionado y las dibenzotiepinas como la dosulepina y la zotepina tienen dos grupos benceno fusionados. La damotepina es otro derivado de la tiepina.

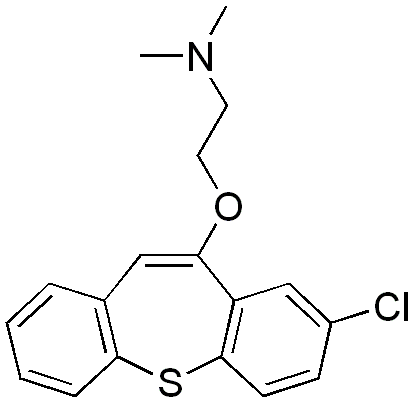
Estructura química de la dibenzotiepina zotepina.